# Geboorte van de Heilige Johannes de Doper (Montfoort)
De Geboorte van de Heilige Johannes de Doper is een rooms-katholieke kerk en rijksmonument aan de Hoogstraat 82 / Om 't Wedde 2 in de Nederlandse plaats Montfoort.

## Geschiedenis
Op deze plaats stond reeds een door Herman Jan van den Brink ontworpen kerk uit 1861, die echter te klein was geworden. In 1923 besloot het parochiebestuur om een nieuwe kerk te laten bouwen. Architect Wolter te Riele ontwierp een driebeukige hallenkerk in neogotische stijl. Boven op de nok van het schip staat een zeshoekige toren.
Doordat de kerk op het oosten is georiënteerd, staat het priesterkoor aan de Hoogstraat en bevindt de hoofdingang zich aan een plein aan de andere zijde van de kerk.
De kerk wordt tot op heden gebruikt door het Parochieverband Heilige Drie-eenheid, waar de Johannes de Doperparochie in is opgegaan. Het in- en exterieur zijn grotendeels in de oorspronkelijk staat bewaard gebleven. De beschilderde gewelven zijn echter in de jaren 1960 overschilderd.

## Bezienswaardigheden
De kerk bezit het Altaarstuk van Montfoort.

## Bron
- Beschrijving Rijksdienst voor het Cultureel Erfgoed

## Afbeeldingen

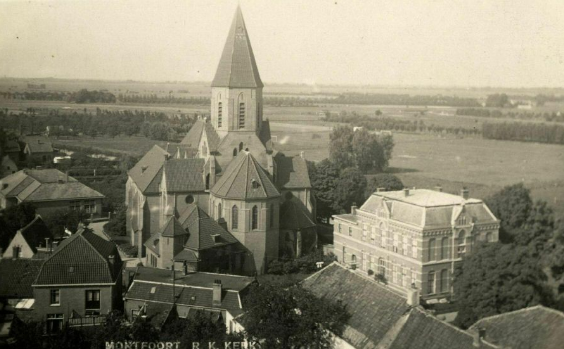
1935
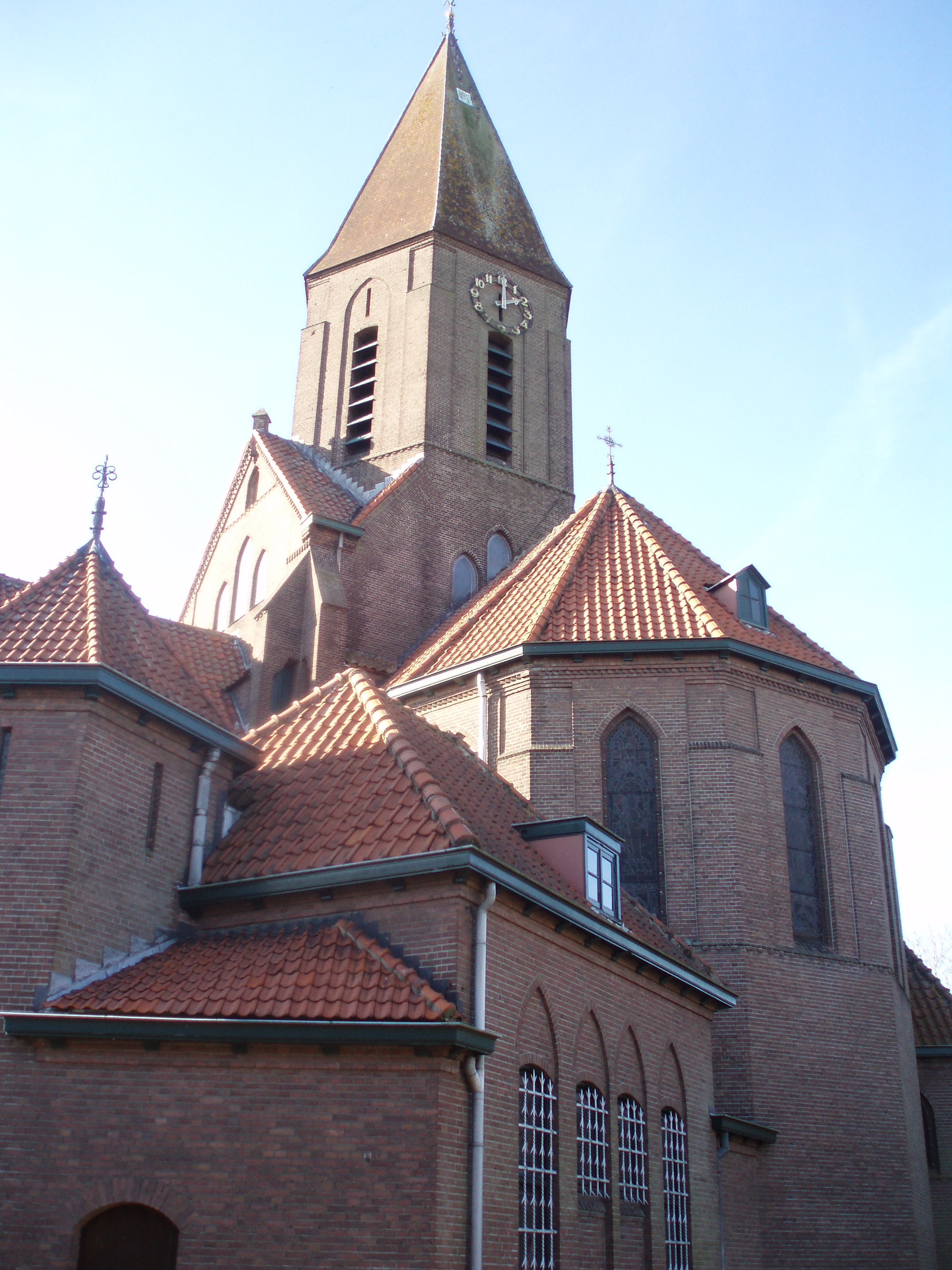
2009
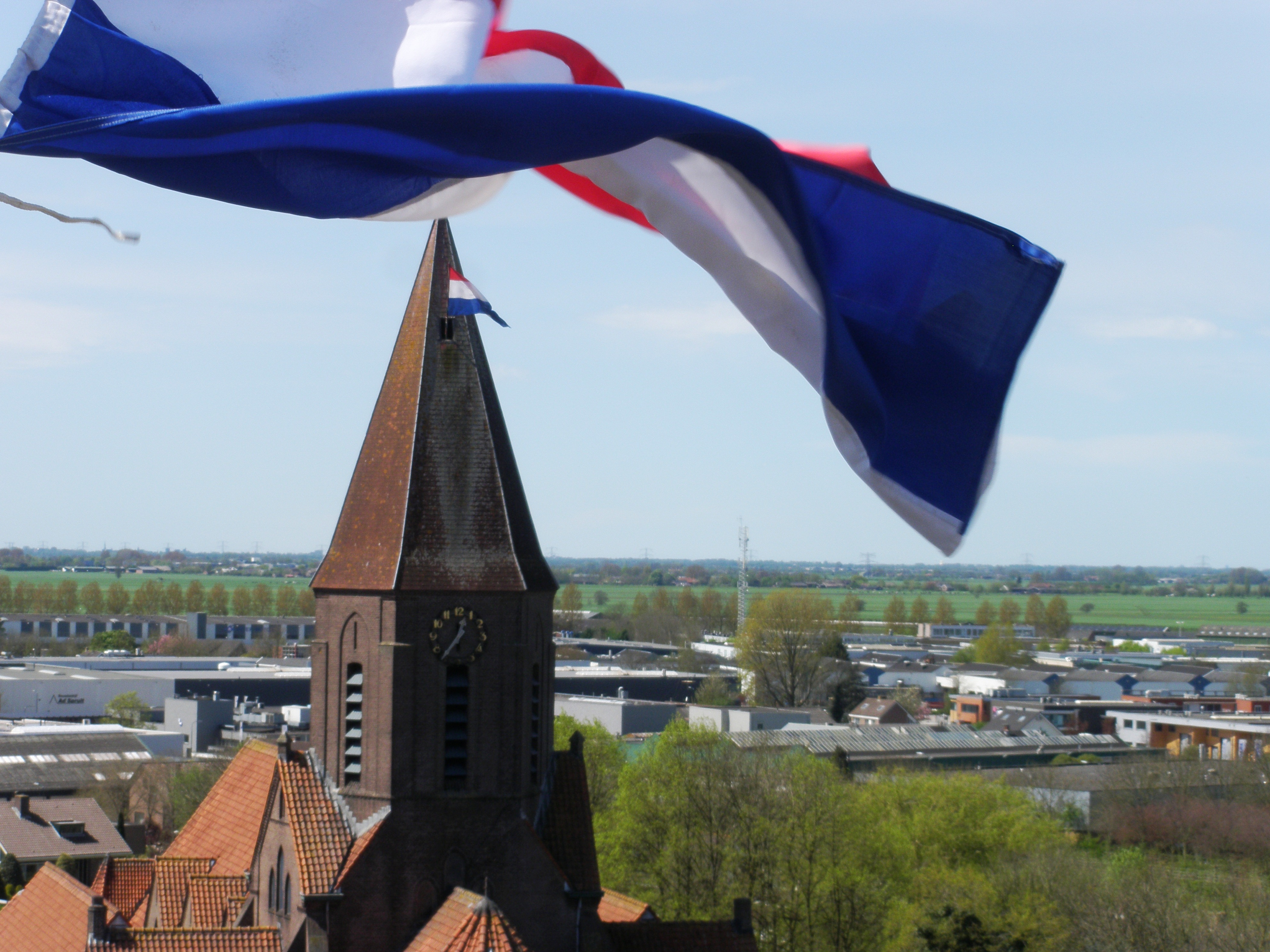
Koninginnedag 2012
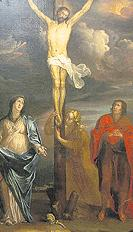
Altaarstuk